# Ainan
Der Ainan ist ein kleiner Fluss in Frankreich, der im Département Isère in der Region Auvergne-Rhône-Alpes verläuft. Er entspringt im Gemeindegebiet von Chirens, entwässert generell Richtung Nordosten und mündet nach rund 18 Kilometern an der Gemeindegrenze von Saint-Albin-de-Vaulserre und Voissant als linker Nebenfluss in den Guiers. In seinem Unterlauf bildet der Ainan die Nordwestgrenze des Regionalen Naturparks Chartreuse und stößt bei seiner Mündung an das benachbarte Département Savoie.

## Orte am Fluss
(Reihenfolge in Fließrichtung)
- Chirens
- Massieu
- Saint-Geoire-en-Valdaine
- Saint-Bueil
- Voissant
- La Terrassière, Gemeinde Saint-Albin-de-Vaulserre

## Naturschutzgebiete
- Marais du Val d’Ainan, Schutzgebiet im Oberlauf des Flusses (ZNIEFF 820032019)[4]
- Val d’Ainan, Schutzgebiet im Unterlauf des Flusses (ZNIEFF 820000381)[5]